# تونگا
پادشاهی تونگا انگلیسی: Kingdom of Tonga کشوری است واقع در قارهٔ اقیانوسیه، اقیانوس آرام جنوبی، در مرکز خط روزگردان. تونگا، مجموعه‌ای از ۱۷۰ جزیره است که در شرق استرالیا در اقیانوس آرام قرار دارند.
مجمع‌الجزائر تونگا در حدود یک‌سوم راه از نیوزیلند به هاوائی قرار گرفته‌است. تونگا در جنوب ساموآ و در شرق فیجی واقع شده و بخشی از پلی‌نزی به شمار می‌آید.
پایتخت تونگا، نوکوآلوفا نام دارد و زبان‌های رسمی این کشور تونگایی و انگلیسی هستند. تونگا تنها کشور پادشاهی در اقیانوس آرام است.
۹۸ درصد جمعیت تونگا از نژاد پلی‌نزی می‌باشند. ۶۰ درصد جمعیت کشور در جزیره تونگا پاتو ساکنند.

## تاریخ
پیشینه سکونت انسان در تونگا به ۱۵۰۰ سال پیش بازمی‌گردد. مردم تونگا برای اولین بار در قرن ۱۸ با مردم فیجی و نیووی ارتباط برقرار کردند. تونگا از سال ۱۹۰۰ به تحت‌الحمایگی بریتانیا درآمد و در ۴ ژوئن ۱۹۷۰ از بریتانیا اعلام استقلال کرد. روز ملی تونگا چهارم ژوئیه، زادروز پادشاه این کشور است.

## سیاست

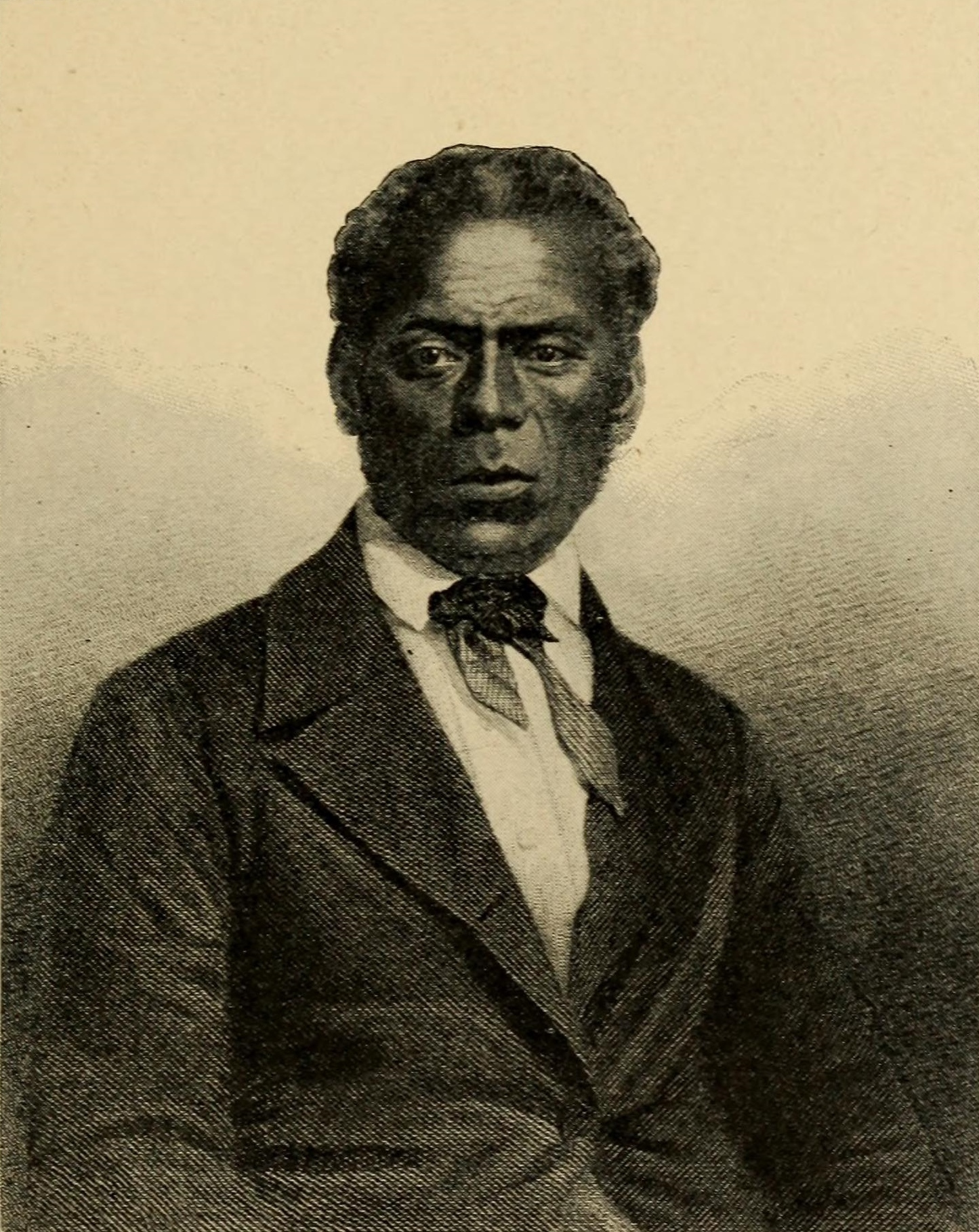
توپوی اول

تونگا تنها کشور پادشاهی اقیانوسیه است. پادشاه توفا آهو توپوی چهارم در سال ۱۹۶۷ در تونگا به قدرت رسید و تا سال ۲۰۰۶ پادشاه تونگا بود.
هم‌اکنون توپوی ششم پادشاه تونگا است.

### شاهان و ملکه‌های تونگا
- جورج توپو یکم (۱۸۷۵–۱۸۹۳)
- جورج توپو دوم (۱۸۹۳–۱۹۱۸)
- سلوته توپو سوم (ملکه) (۱۹۱۸–۱۹۶۵)
- توفا آهو توپو چهارم (۱۹۶۵ – ۲۰۰۶)
- جورج توپو پنجم (۲۰۰۶ – ۲۰۱۲)
- توپوی ششم (۲۰۱۲ – تا به امروز)

## جغرافیا

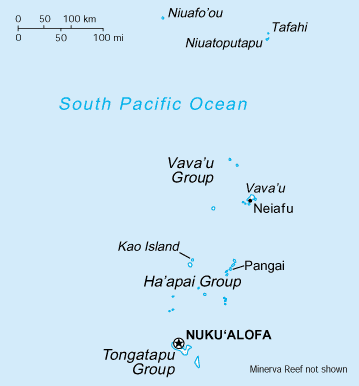

پادشاهی تونگا در عرض جغرافیایی ۱۵ درجه جنوبی و طول جغرافیایی ۱۷۳ تا ۱۷۷ درجه غربی و دقیقاً زیر مدار رأس‌الجدی، جنوب ساموآ و جنوب شرقی فیجی، واقع شده‌است.
پایتخت این کشور شهر نوکوآلوفا (Nuku'alofa) با ۲۴ هزار نفر می‌باشد. مساحت تونگا ۷۴۸ کیلومتر مربع و جمعیت آن ۱۰۶٬۰۰۰ نفر است.
از مهم‌ترین شهرهای تونگا می‌توان، موآ با ۳٬۹۰۰ نفر، نیافو با ۴ هزار نفر و هاوه لولوتو با ۳ هزار نفر جمعیت را نام برد. تونگا از ۱۵۰ جزیره تشکیل شده‌است که مهم‌ترین آنها تونگاتاپو، هاپای، واوائو و نیوآ می‌باشند. این کشور پیش از این «جزایر دوستانه» (Friendly Islands) نام داشته‌است. واژهٔ تونگا یک واژهٔ بومی است که از «تو» و «نگا» که ترجمهٔ آن «سرزمین واقع در جنوب» می‌باشد، تشکیل شده‌است.
این کشور از گروه بزرگی از جزایر آتش‌فشانی و مرجانی تشکیل شده‌است که در منطقه‌ای دریایی به وسعت ۷۰۰ هزار کیلومتر مربع، پراکنده شده‌اند. مساحت خشکی تونگا حدود ۶۹۹ کیلومتر مربع است. این کشور بالغ بر ۱۷۱ جزیره است که ۳۶ جزیره آن قابل سکونت هستند. جمعیت تونگا در چهار جزیره اصلی واوائو (Vavau)، هاپای (Haapai)، نیوآ (Niua) و تونگا پاتو (Patu Tonge) ساکنند؛ بخش اعظم جمعیت تونگا را ساکنان جزیره تونگا پاتو شکل می‌دهند. این جزیره از بزرگ‌ترین جزایر تونگا است که پایتخت و دولت مرکزی و سازمان‌های اصلی دولتی در آن قرار دارند.
این کشور دارای آب و هوایی معتدل و گاهی خنک است و میزان رطوبت هوای آن از اغلب کشورهای استوایی، پایین‌تر است. میانگین دمای هوا در ماه‌های «مه» تا «سپتامبر» بین ۱۸ تا ۲۵ درجه است و در ماه‌های اکتبر و آوریل بین ۲۴ تا ۳۲ درجه سانتیگراد است. بادهای شدیدی در تمام طول سال با سرعت ۱۳ تا ۱۸ «نات» می‌وزند. میانگین دمای پایتخت معادل ۲۴٫۷ درجه سانتیگراد با رطوبت ۷۶٫۹ درصد و متوسط بارندگی ۱۷۷٫۵ سانتی‌متر است.

## تقسیمات کشوری
کشور تونگا دارای ۳ ایالت زیر است:
1. تونگاتاپو (Tongatapu) با منشأ مرجانی که جنوبی‌ترین گروه است و بیش از نیمی از ساکنان کشور در آن زندگی می‌کنند.
2. واوائو (Vava'u) یا جزایر شمالی با منشأ آتشفشانی
3. هاآپای (Ha'apai)، بین دو گروه بالا قرار دارد و برخی جزایر آن منشأ آتشفشانی دارند

جزایری که خاستگاه آتشفشانی دارند معمولاً کوهستانی هستند. آن‌هایی که خاستگاه مرجانی دارند معمولاً مسطح و هموارند.

## اقتصاد

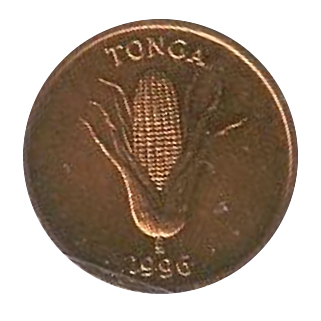
سنیتی

واحد پول تونگا، پاآنگا با واحد جزء (سنیتی) نام دارد.
از صادرات تونگا، نارگیل، هندوانه، وانیل، ماهی، صنایع دستی و کدو تنبل را می‌توان نام برد که بیشتر آنها به ژاپن صادر می‌شود، همچنین گردشگری نیز از جمله مهم‌ترین صنایع تونگا به‌شمار می‌رود. تونگا عضو کشورهای همسود (مشترک‌المنافع) است.
منابع طبیعی تونگا عبارتند از دریا، سرزمین، مردم آن کشور و عمده فعالیت اقتصادی این کشور را کشاورزی با هدف تغذیه و نیز فروش در بازار محلی، پرورش داده می‌شوند. کشت محصولات کشاورزی با هدف صادرات نیز در سال‌های اخیر رواج یافته‌است. مهم‌ترین فراورده کشاورزی و صادراتی این کشور، کدو تنبل و وانیل است که اولی به طور انحصاری به ژاپن فروخته می‌شود و دومی توسط فرانسه، ژاپن و ایالات متحده خریداری می‌گردد. ریشه گیاهان سنتی و صیفی جات نیز به کشورهایی همچون نیوزیلند، استرالیا و ساموآ صادر می‌شود. صنایع در حال رشد این کشور عبارتند از: منسوجات، فرآوری موادغذایی، فراورده‌های دریایی (شیلات)، محصولات چوبی و پوست و سرانجام سهم صنعت در تولید ناخالص داخلی معادل ۸٪ است.
صنعت گردشگری با جذب ۱۵ میلیون دلار ارز خارجی در سال، نقش خود را در همین حد در اقتصاد کشور ایفا می‌کند. یکی دیگر از عوامل مهم حمایت از اقتصاد کشور تونگا، ورود ارز توسط مهاجران به این کشور و نیز اعطای کمک‌های خارجی است که نقش مهمی در تراز پرداخت‌ها ایفا می‌کند.

## مردم
۹۹ ٪ نژاد تونگا را قبایل پلینزیایی و تونگایی تشکیل می‌دهند، یک درصد باقی‌مانده نیز سهم اروپاییان است، همچنین دین ۴۱ ٪ تونگایی‌ها متدیست، ۱۵ ٪ کاتولیک و ۱۳ ٪ را هم مورمون‌ها شامل می‌شوند. زبان‌های رسمی تونگا، انگلیسی و تونگایی است.